# Nilton Batata
Nilton Pinheiro da Silva, mais conhecido como Nilton Batata (Londrina, 5 de novembro de 1954) é um treinador, diretor esportivo, comentarista esportivo e ex-jogador de futebol brasileiro que atuava como atacante.
Amplamente considerado um dos maiores pontas-direita da história do Santos e do América-MEX, sendo um dos principais jogadores do time santista de 1978, conhecido como a primeira geração de Meninos da Vila.
Atualmente é treinador e diretor esportivo do Chicago Sockers e comentarista esportivo da Amazon Prime Video.

## Infância
Nascido em Londrina, filho de mãe italiana e pai agressivo que o desencorajava a jogar futebol, Nilton Batata, com apenas 11 anos de idade, pegava a velha bicicleta de seu pai e ia treinar na Juventus, clube italiano do subúrbio de Curitiba. Inicialmente era goleiro; mas ao ver sua baixa estatura, Tito, seu técnico, o colocou no ataque. Após 2 anos e meio no clube, Nilton foi encorajado a participar de uma seletiva no Clube Atlético Paranaense pelo irmão que conhecia o técnico do Furacão.

## Carreira como jogador

### Atlético Paranaense
Seguindo o conselho de seu irmão, Nilton participou de uma peneira na Estádio Joaquim Américo Guimarães, esperou ser chamado para o teste por mais de 3 horas pois haviam aproximadamente 1 mil jogadores participando da seletiva, porém fora esquecido e não realizou o teste. Ao perceber o garoto encostado, o técnico convidou Batatinha para ingressar nos treinos das categorias de base a fim de corrigir o equívoco.
Assinou seu primeiro contrato profissional pelo Atlético Paranaense em 1971, clube em que atuou de 1972 a 1976, retornado em 1984.
Atuou ao lado de Sicupira, o maior ídolo da história do Clube.

### Santos
Em novembro de 1976, o jogador acertou sua transferência para o Santos por 200 mil cruzeiros. Com apenas 22 anos, foi mais um jovem jogador que viria a encantar o mundo do futebol em 1978 ao lado de jovens craques como Juary, Pita, João Paulo, Rubens Feijão, Toninho Vieira, Cardim e os experientes Aílton Lira, Clodoaldo, Gilberto Sorriso, Nelsinho Baptista e Joãozinho no time alcunhado Meninos da Vila por Chico Formiga. A conquista do Campeonato Paulista daquele ano é tida como um dos títulos mais emblemáticos da equipe praiana.
Além do título paulista, Nilton Batata também conquistou o Torneio Hexagonal do Chile pelo Peixe um ano antes.
No total, disputou 249 jogos e marcou 36 gols pelo clube.
Despedida de Pelé
Batata participou do histórico jogo entre Cosmos e Santos que celebrou a despedida de Pelé dos campos em 1 de outubro de 1977, diante de 75.646 torcedores no Giants Stadium e uma audiência televisiva global estimada em 500 milhões de espectadores. Pelé atuou meio tempo por cada equipe, sendo a única vez em que Nilton Batata jogou tanto com Pelé como contra Pelé.

### América-MEX
Comprado por U$ 400 mil, atuando entre 1980 e 1983, e tendo marcado 19 gols em 102 jogos, Nilton Batata é grande ídolo da Las Aguilas, ficando em 27º colocado na lista dos 100 melhores jogadores do Club América segundo o jornal As. Batata fez história no clube na campanha de 1982-83, quando o América do México quebrou os principais recordes de desempenho obtendo 26 vitórias, 9 empates e 3 derrotas em 38 jogos, marcando 69 gols e sofrendo apenas 27 contra. O recorde de pontuação também foi estabelecido nesta temporada: um total de 61 pontos segundo a pontuação vigente à época, quando uma vitória valia 2 pontos - hoje a pontuação seria de 87 pontos. Os recordes foram:
- Mais vitórias: 26 vitórias
- Mais vitórias em casa: 17 vitórias
- Maior pontuação: 61 pontos (87 atualmente)
- Maior aproveitamento: 80,26%
- Maior sequência invícta em casa: 28 jogos entre as temporadas de 1981-82 e 1982-83[12]

### Fort Lauderdale Strikers
Seu último clube como jogador de futebol profissional foi o Fort Lauderdale Strikers, assinando contrato em 1985 e aposentando-se dos campos em 1988.

### Seleção brasileira
Nilton Batata fez sua estreia pela Seleção Brasileira em 16 de maio de 1979, em um amistoso contra o Paraguai, no Maracanã. Atuando ao lado de Zico, Roberto Dinamite, Sócrates, Falcão, Toninho Cerezo, Carpegiani, Júnior, Éder Aleixo, Emerson Leão e outros craques, Batata anotou 2 gols na goleada por 6 a 0.
Foi convocado para a Copa América de 1979, mesmo com um dos esquadrões mais fortes da história da seleção, o Brasil acabou eliminado para o mesmo Paraguai ao qual Nilton Batata ajudara a golear 5 meses e 15 dias antes. Nilton Batata disputou os dois jogos contra a Bolívia, perdendo o primeiro jogo por 2 a 1 e vencendo o segundo jogo por 2 a 0, sem marcar gols.

## Showbol
Enquanto ainda atuava como jogador profissional de futebol, Nilton Batata começava sua carreira no showbol, conhecido nos Estados Unidos como indoor soccer ou futebol indoor.

### Los Angeles Lazers
Seu primeiro clube de showbol foi o Los Angeles Lazers, atuando entre 1985 e 1986.

### Chicago Sting
Posteriormente transferiu-se para o Chicago Sting onde atuou entre 1986 e 1988. Segundo o site oficial do jogador, Nilton Batata quebrou o recorde de assistência na Major Indoor Soccer League.

## Diretor esportivo e treinador
Desde 1986 está vinculado ao Chicago Sockers atuando como treinador e como diretor esportivo das categorias de base. O clube atual desde 2000 apenas na formação de jogadores juvenis, não possuindo equipe profissional. Batata ajudou a revelar jogadores como Jonathan Spector, Michael Bradley e Jay DeMerit.

## Comentarista
Entre 2012 e 2019, atuou como comentarista esportivo dos canais ESPN abordando diferentes modalidades como a NFL e o Brasileirão para a comunidade hispânica dos EUA e desde 2019.
Em 2019, foi anunciado pela Amazon Prime Video para comentar a NFL.

## Estatísticas
| Clube                     | Campeonato nacional[a] | Campeonato nacional[a] | Copa nacional[b] | Copa nacional[b] | Competições continentais[c] | Competições continentais[c] | Outras competições[d] | Outras competições[d] | Total | Total |
| Clube                     | Jogos                  | Gols                   | Jogos            | Gols             | Jogos                       | Gols                        | Jogos                 | Gols                  | Jogos | Gols  |
| ------------------------- | ---------------------- | ---------------------- | ---------------- | ---------------- | --------------------------- | --------------------------- | --------------------- | --------------------- | ----- | ----- |
| Clube Atlético Paranaense |                        |                        |                  |                  |                             |                             |                       |                       |       |       |
| Santos                    |                        |                        |                  |                  |                             |                             |                       |                       | 249   | 36    |
| América-MEX               |                        |                        |                  |                  |                             |                             |                       |                       | 102   | 19    |
| Fort Lauderdale Strikers  |                        |                        |                  |                  |                             |                             |                       |                       |       |       |
| Los Angeles Lazers        |                        |                        |                  |                  |                             |                             |                       |                       |       |       |
| Total na carreira         |                        |                        |                  |                  |                             |                             |                       |                       |       |       |

- a. ^ Jogos do Campeonato Brasileiro (Série A)
- b. ^ Jogos da Copa do Brasil
- c. ^ Jogos da Copa Libertadores da América
- d. ^ Jogos do Campeonato Paranaense, Campeonato Paulista (Série A1), torneios e amistosos

Seleção principal
| Ano   |       |      |       |
| Ano   | Jogos | Gols | Média |
| ----- | ----- | ---- | ----- |
| 1979  | 5     | 3    | 0,60  |
| Total | 5     | 3    | 0,60  |

|    | Data                 | Local                  | Resultado | Adversário | Gols | Competição           | Ref.   |
| -- | -------------------- | ---------------------- | --------- | ---------- | ---- | -------------------- | ------ |
| 1. | 16 de maio de 1979   | Rio de Janeiro, Brasil | 6–0       | Paraguai   | 2    | Amistoso             |        |
| 2. | 30 de maio de 1979   | Rio de Janeiro, Brasil | 5–1       | Uruguai    | 1    | Amistoso             |        |
| 3. | 21 de junho de 1979  | São Paulo, Brasil      | 5–0       | Ajax       | 0    | Amistoso não oficial | [ 19 ] |
| 4. | 26 de julho de 1979  | La Paz, Bolívia        | 1–2       | Bolívia    | 0    | Copa América de 1979 |        |
| 5. | 16 de agosto de 1979 | São Paulo, Brasil      | 2–1       | Bolívia    | 0    | Copa América de 1979 |        |

## Títulos

### Como jogador
Santos
- Torneio Internacional de Santiago: 1977
- Campeonato Paulista: 1978

## Prêmios individuais

### Artilharias
- Artilheiro do Santos de 1980: 17 gols

### Recordes
- Maior número de assistência em uma temporada da MISL pelo Chicago Sting